# Інгельгайм-ам-Райн
Інгельгайм-ам-Райн (нім. Ingelheim am Rhein) — місто в Німеччині, розташоване в землі Рейнланд-Пфальц. Адміністрітивний центр району Майнц-Бінген, до складу якого саме й входить. 
Площа — 49,86 км2. Населення становить 35 161 ос. (станом на 31 грудня 2020).

## Цікавий факт
18 травня 839 року Людовик прийняв посланців від візантійського імператора Феофіла, разом з якими буля присутня делегація з Русі.

## Галерея

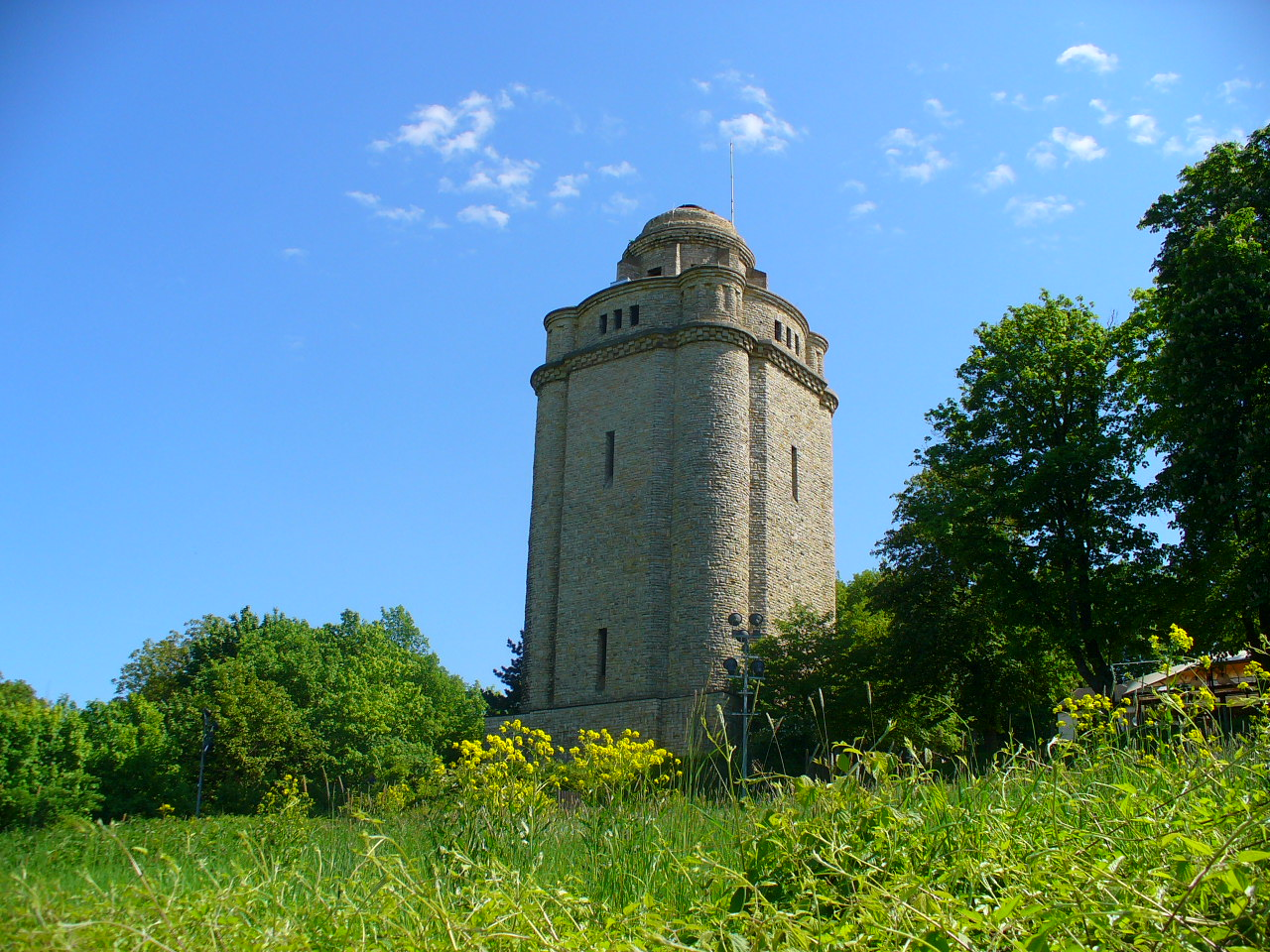
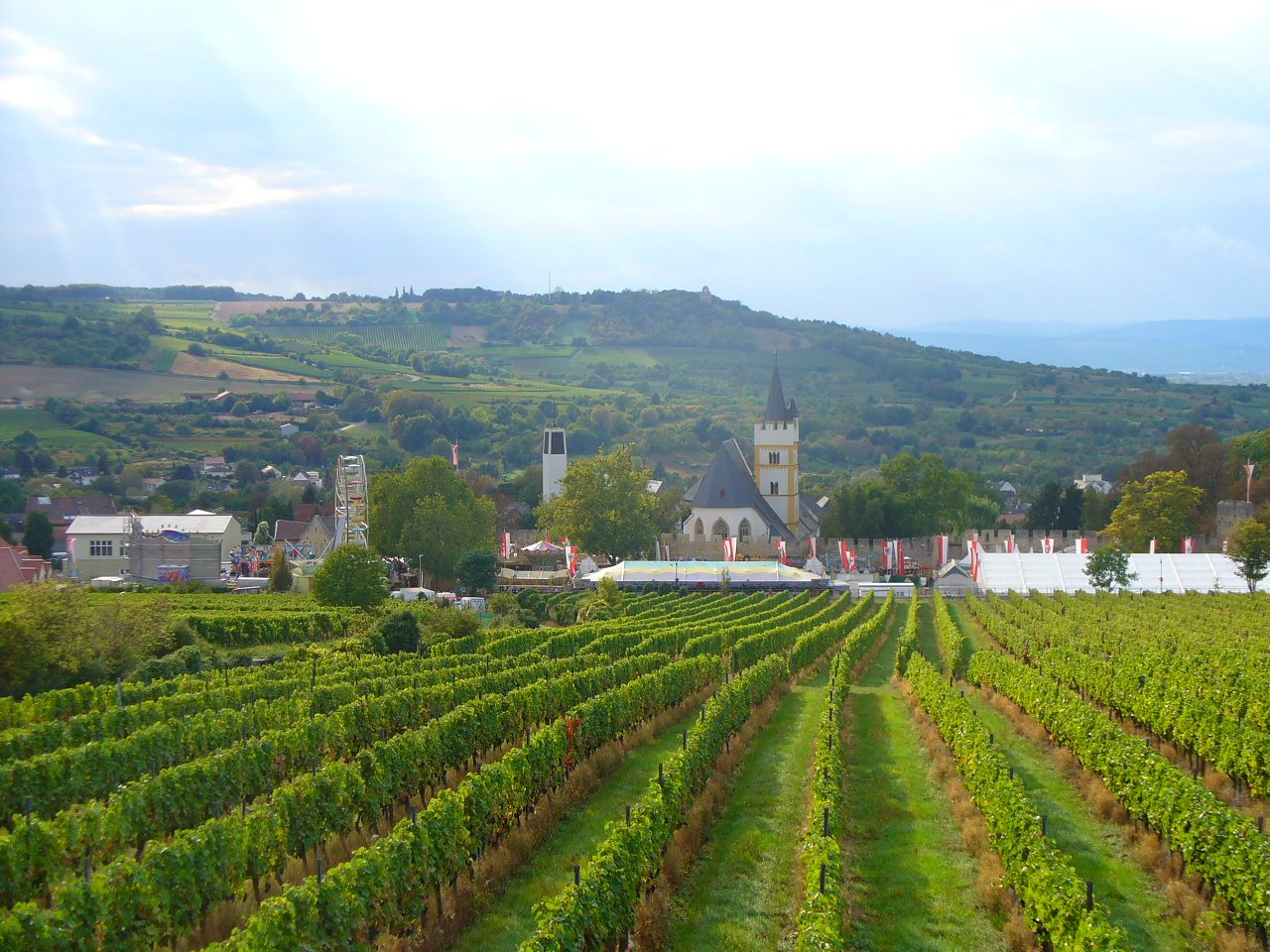
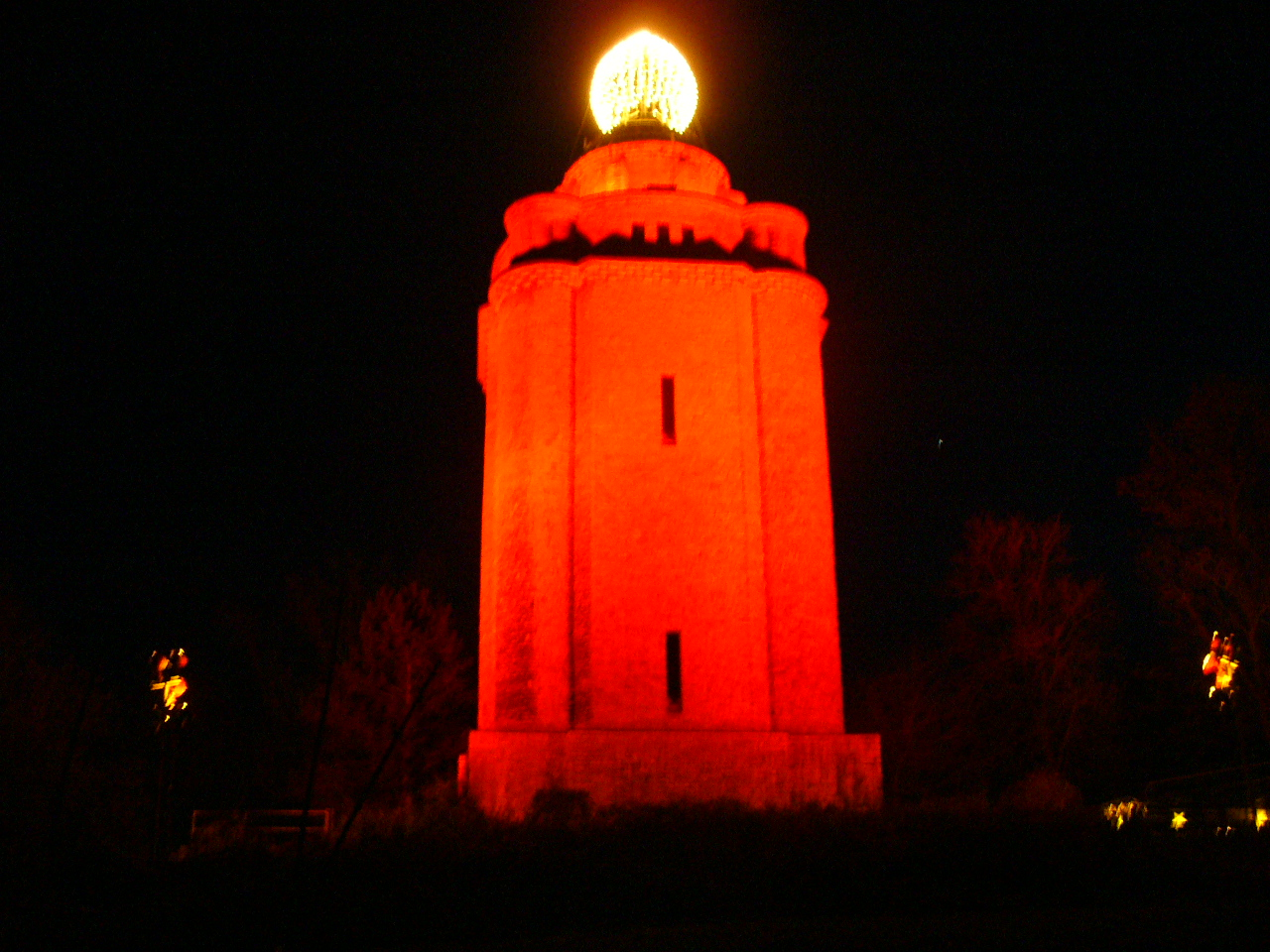
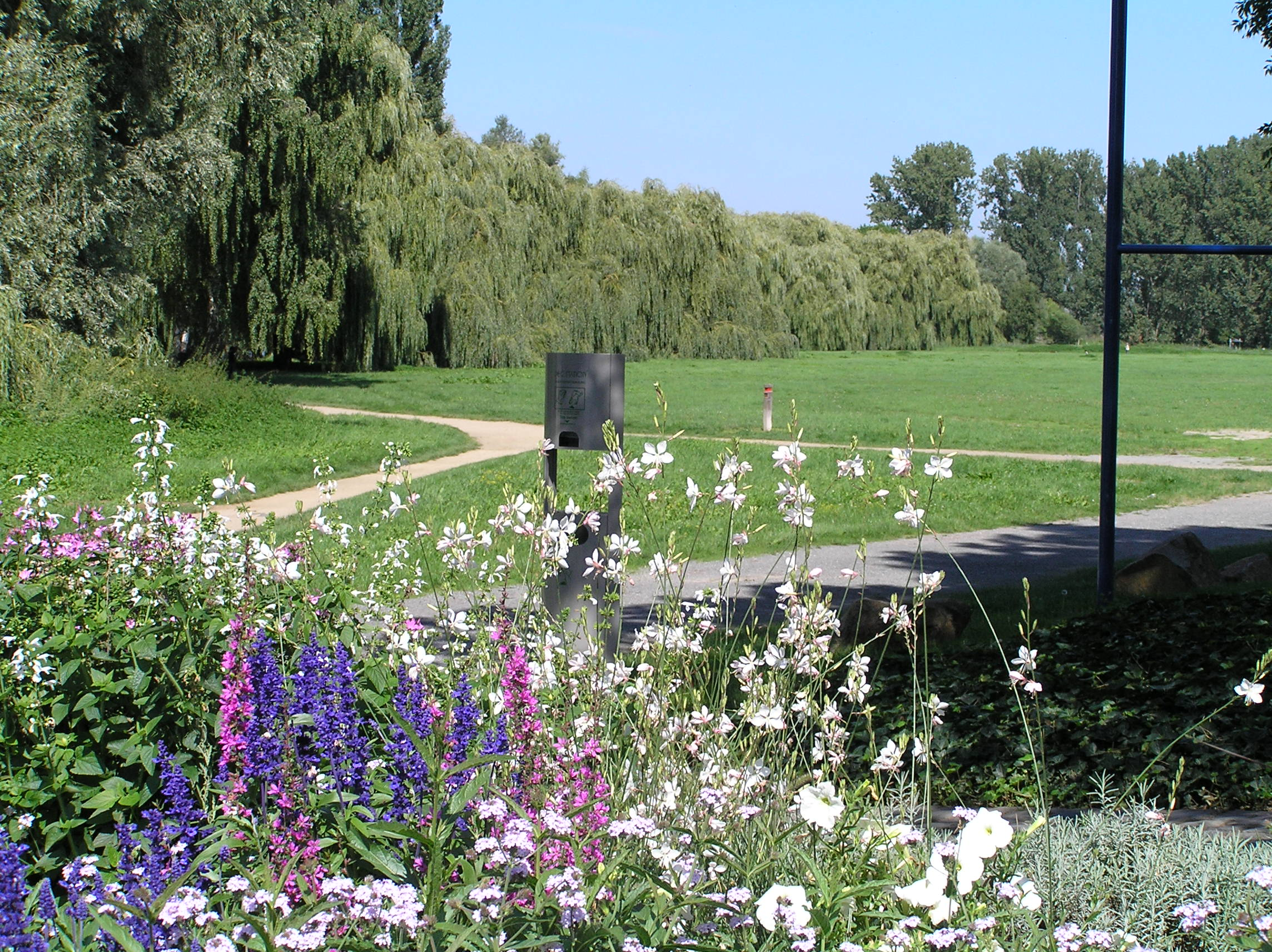
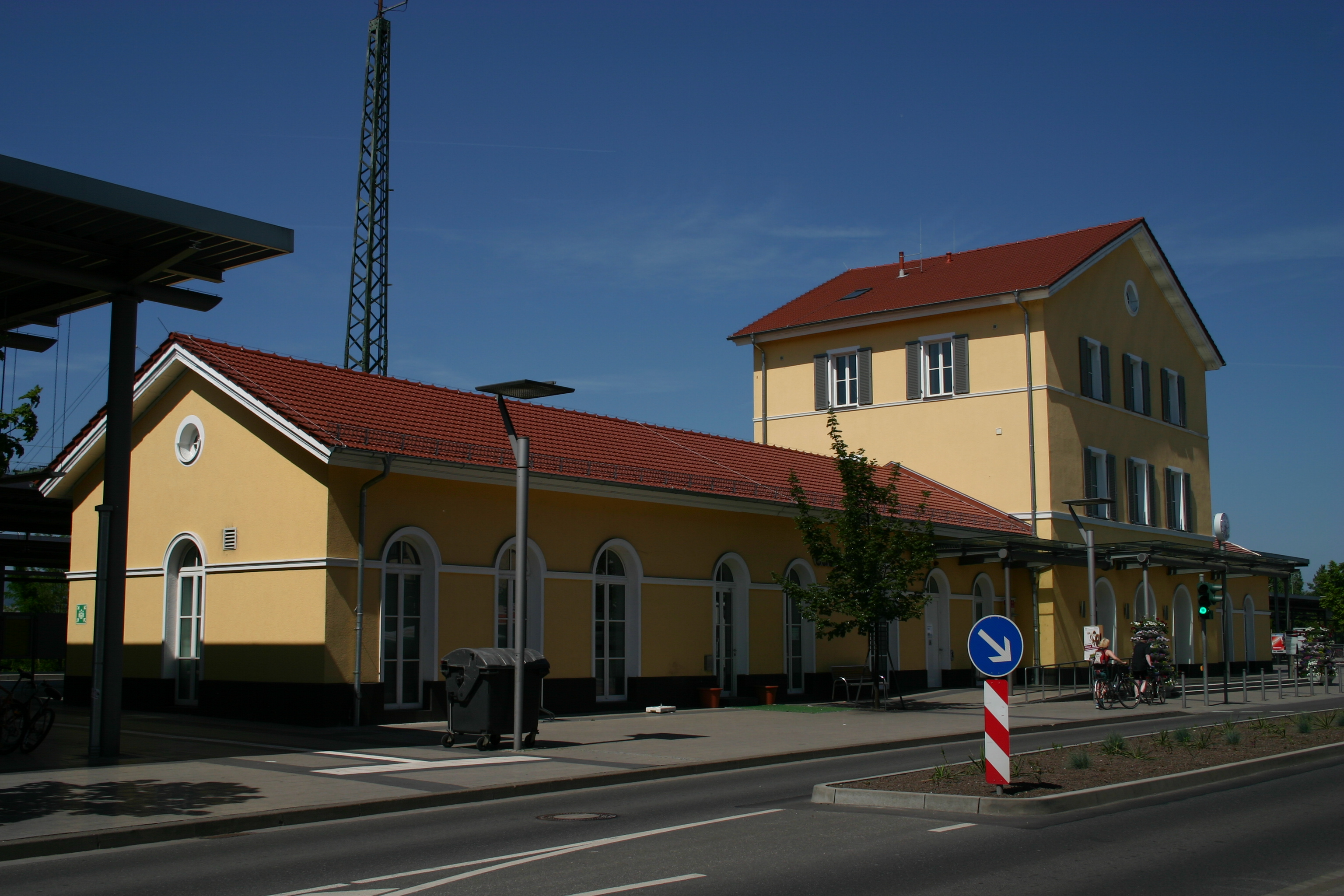
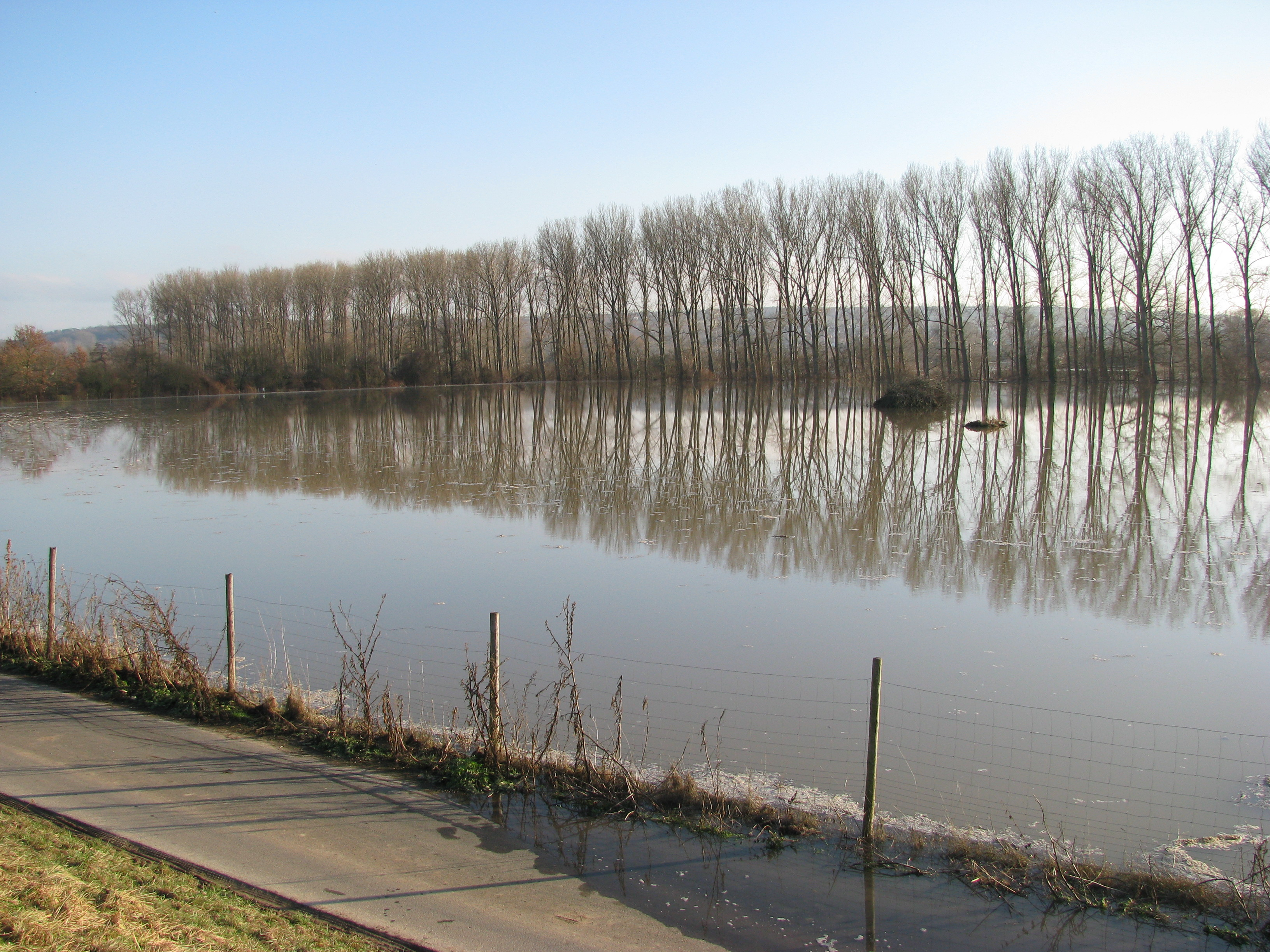